# György Asperján
György Asperján (n.8 februarie 1939, Újpest-) este un scriitor, romancier și poet maghiar.